# Le Champion

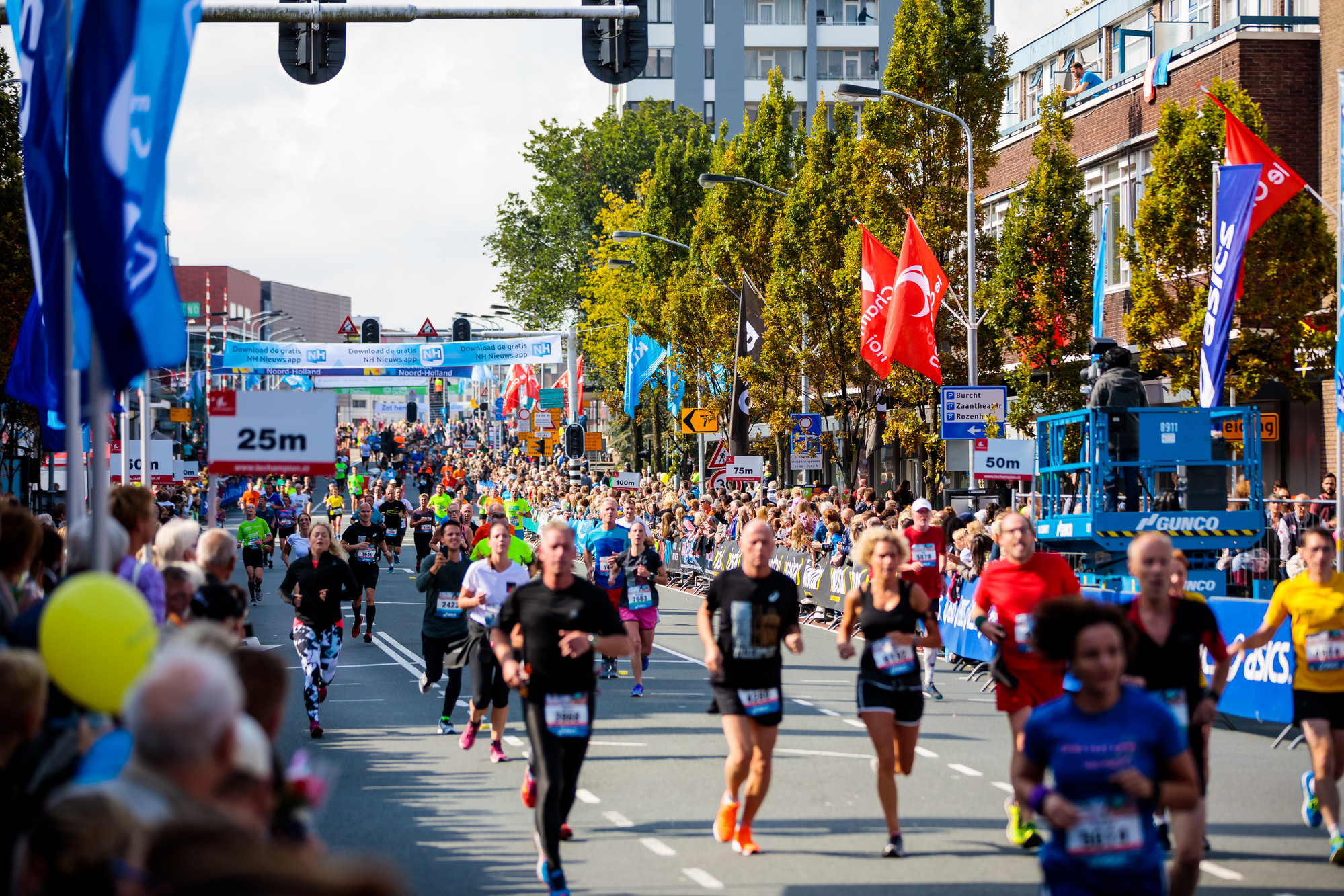
De Dam tot Damloop 2017

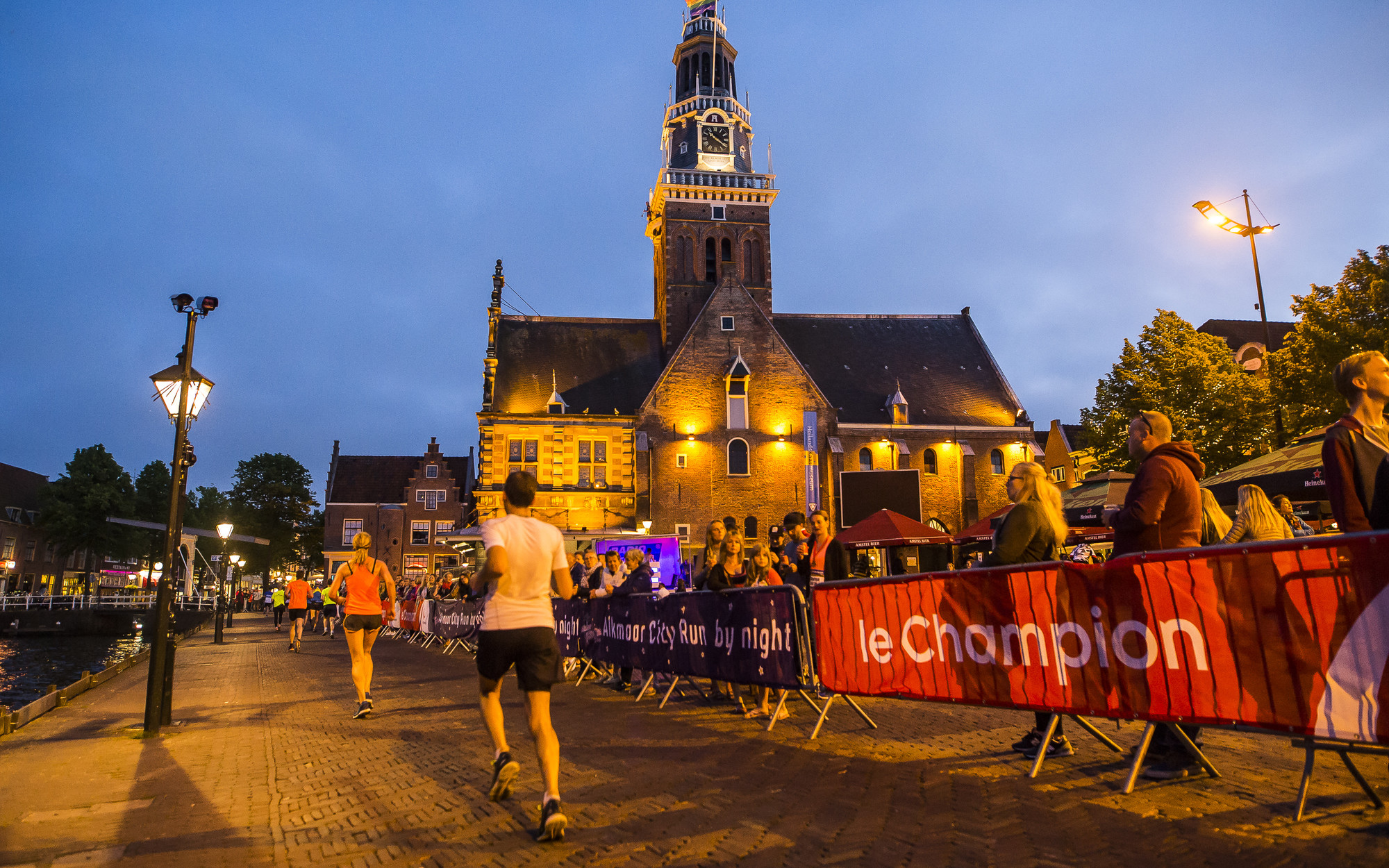
Alkmaar City Run by night in 2019

Le Champion is een organisatie die diverse fiets-, hardloop- en wandelevenementen organiseert.
Het hoofdkantoor is gevestigd in Alkmaar. De organisatie telt ca 3.500 vrijwilligers en is met meer dan 20.000 leden een van de grotere sportorganisaties van Nederland.

## Geschiedenis
Op 1 maart 1969 startten Gerrit Koopman en Jaap Mobron de Toerclub Le Champion, als onderafdeling van de wielervereniging A.R. & T.C Le Champion. Eind december 1969 organiseerden zij als een van de eersten een strandloop.
De jaren hierna organiseerde de Toerclub meer (bekende) evenementen. Zo werden in 1973 de Egmond Halve Marathon en de Ronde van Noord-Holland voor het eerst georganiseerd en in 1985 de eerste Dam tot Damloop.
In 1986 werd de Stichting Sportevenementen Le Champion opgericht waarin een aantal van de grote sportevenementen werd ondergebracht. Dat jaar werd ook een sponsorovereenkomst afgesloten met Nationale Nederlanden voor de halve marathon in Egmond.

## Samenwerkingsverbanden en goede doelen
De sportorganisatie werkt samen met sportbonden om de diverse sportevenementen mogelijk te maken. Zo wordt onder meer samen gewerkt met de Nationale Toer Fiets Unie (NTFU), de Koninklijke Wandel Bond Nederland (KWBN), de Atletiekunie en de Koninklijke Nederlandsche Wielren Unie (KNWU).
Tijdens de evenementen kunnen deelnemers een vrijwillige bijdrage leveren aan een goed doel (met ANBI-status) dat op dat moment gekoppeld is aan het betreffende evenement.

## Bekende evenementen
- Egmond-Pier-Egmond
- Ronde van Noord-Holland
- Dam tot Damloop
- TCS Amsterdam Marathon
- NN Egmond Halve Marathon
- Fjoertoer Egmond
- Alkmaar City Run by night.[12]
- Zandvoort Circuit Run